# Плебисит (1919)
„Плебисит“ (на френски: „Le Plébiscite“) с подзаглавие Седмичен бюлетин на дружеството на българите в Швейцария (Bulletin hebdomadaire de l'Alliance bulgare en Suisse: Weekly bulletin of the Bulgarian alliance in Switzerland: Bollettino settimanale dell'Alleanza bulgara in Svizzera) е български вестник, издаван от Димитър Мишев в Лозана, Швейцария. Излиза в 2 броя на 8 октомври 1919 година и 12 ноември 1919 година.
Издава се на френски език. Заглавието и текстове във вестника са също и на английски и на италиански език. Целта на вестника е да защити българските етнографски и исторически права над Македония по време на мирната конференция в Париж.